# Jeison Murillo
Jeison Fabián Murillo Cerón, född 27 maj 1992 i Cali, är en colombiansk fotbollsspelare (mittback) som spelar för Sampdoria.

## Klubbkarriär
Den 13 juli 2019 lånades Murillo ut till italienska Sampdoria på ett låneavtal över säsongen 2019/2020 och därefter med en tvingade köpoption. Den 15 januari 2020 köptes Murillo av Sampdoria och lånades direkt ut till Celta Vigo på ett låneavtal över resten av säsongen 2019/2020. Den 31 augusti 2021 lånades han på nytt ut till Celta Vigo på ett säsongslån.

## Landslagskarriär
Murillo debuterade för Colombias landslag den 10 oktober 2014 i en 3–0-vinst över El Salvador. Han var med i Colombias trupp vid Copa América 2015.

## Meriter

### FC Barcelona
- La Liga: 2018/2019